# Thomas von Villach

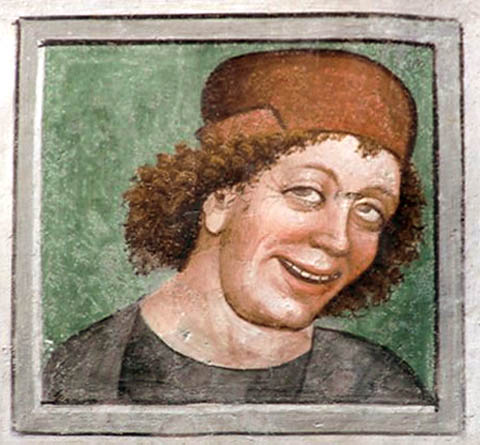
Selbstbildnis in der Stiftskirche St. Paul

Thomas von Villach (* zwischen 1435 und 1440 in Thörl bei Arnoldstein; † zwischen 1523 und 1529 in Villach; auch: Thomas Artula, Meister von Gerlamoos)  war ein österreichischer Maler von Fresken und Tafelbildern aus der Spätzeit der Gotik.
Thomas von Villach, dessen eigentlicher Name Thomas Artula lautet, war vermutlich Schüler und Nachfolger von Friedrich von Villach. Er war ab etwa 1455 in Villach tätig und gilt als bedeutendster Fresken- und Tafelmaler in Kärnten seiner Zeit (Villacher Schule). 

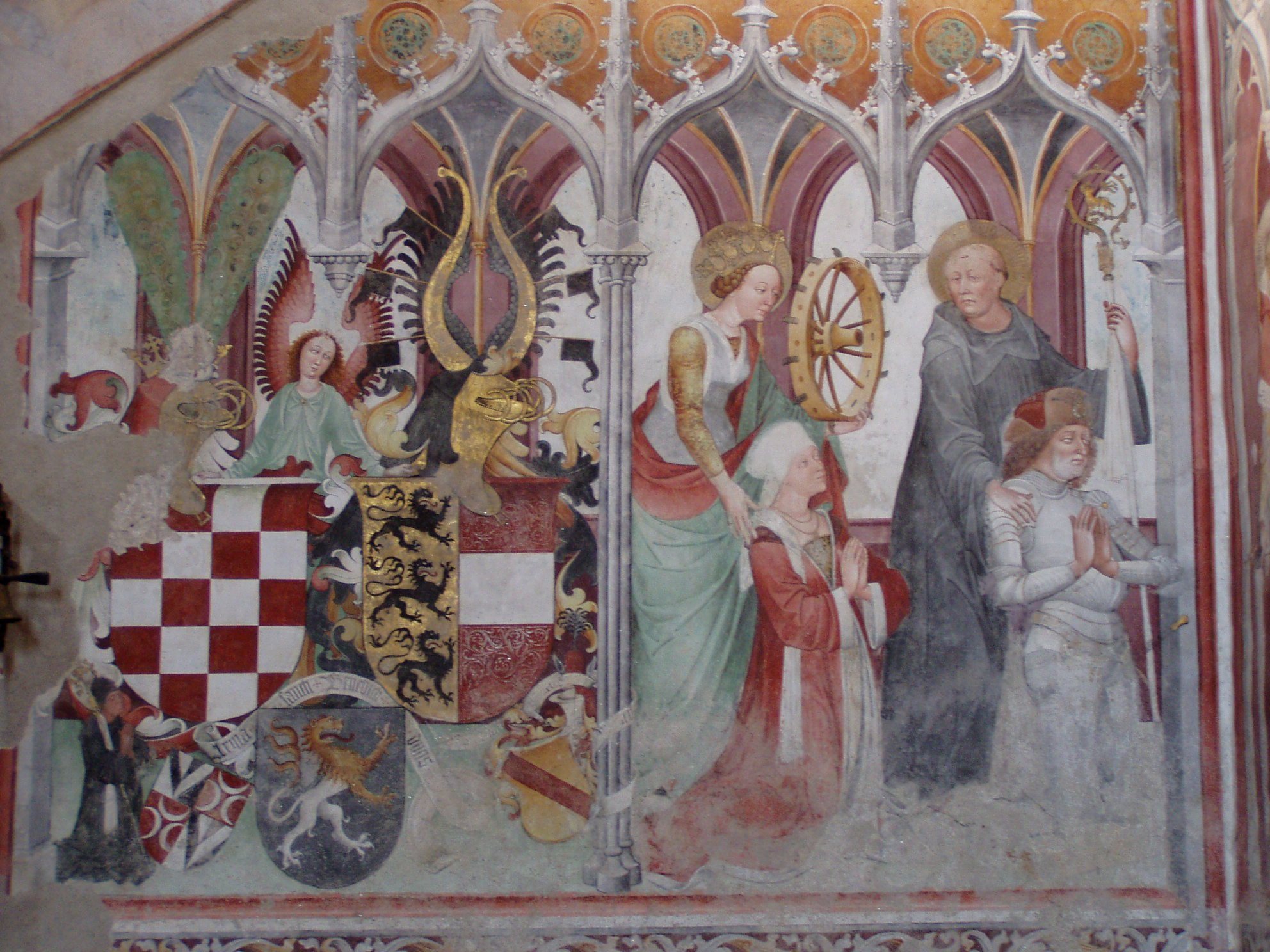
Stifterfresko in der Stiftskirche St. Paul

In seinem Werk sind die Aufnahme italienischer Einflüsse unverkennbar. Später setzte er sich mit der niederländischen Kunst auseinander. Die wichtigsten der ihm zugeschriebenen Werke sind das 1485 entstandene „Landplagenbild“ am Grazer Dom sowie die Fresken im Stift St. Paul von 1493. Weitere Fresken entstanden unter anderem in Gerlamoos und Thörl, in gotischem Stil geschaffene Tafelbilder befinden sich unter anderem in Villach, Klagenfurt und Bozen, darunter die Darstellung des legendären Kärntner Karantanen-Herzogs Domitian, der um das Jahr 800 gelebt haben soll, sowie ein Bild des Apostels Thomas aus der Zeit um 1500. In seiner Heimatstadt Thörl hat er sich mit den Fresken im Chor der dortigen Kirche verewigt.
Thomas von Villach zeichnete sich insbesondere durch sehr feine, detailreiche Darstellungen aus. 
Aus dem Jahr 1486 ist folgende Beschreibung des Künstlers durch Paolo Santonino, einem Sekretär des Bischofs von Caorle überliefert:
Der Maler ist Villacher Bürger, hat dort seine Kunst gelernt und ist mit ihr alt geworden. Von Statur ist er ein kleingewachsener Mann, von ruhigem Gesichtsausdruck und aufrechtem Sinne, er ist arm, weil er öfter, wie erzählt wird, seine Arbeiten umsonst hergibt, weil er die gerichtlich nicht belangt, welche sich glatt weigern, ihre Schuld zu bezahlen.

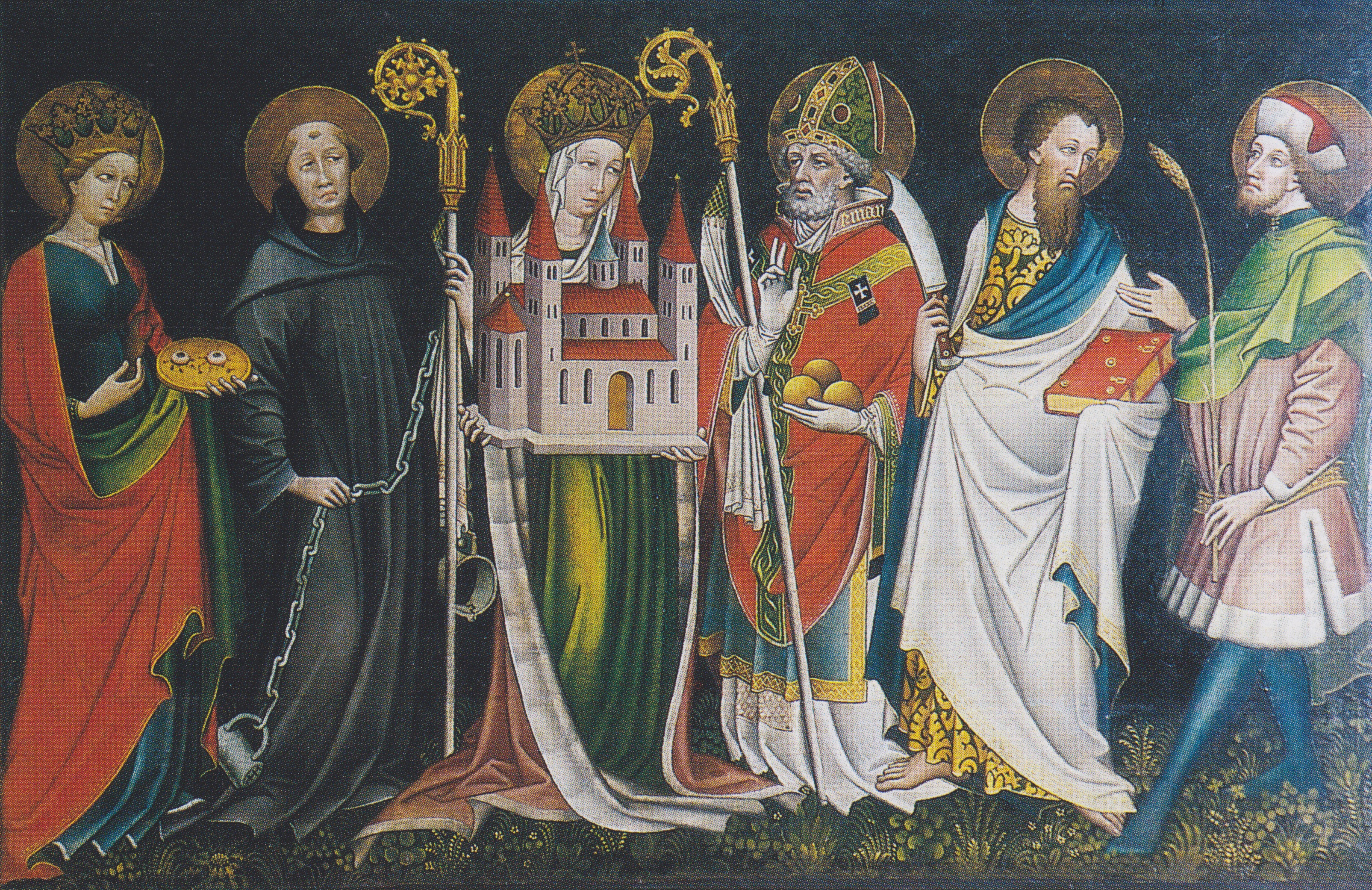
Sechsheiligenbild im Stadtmuseum Villach

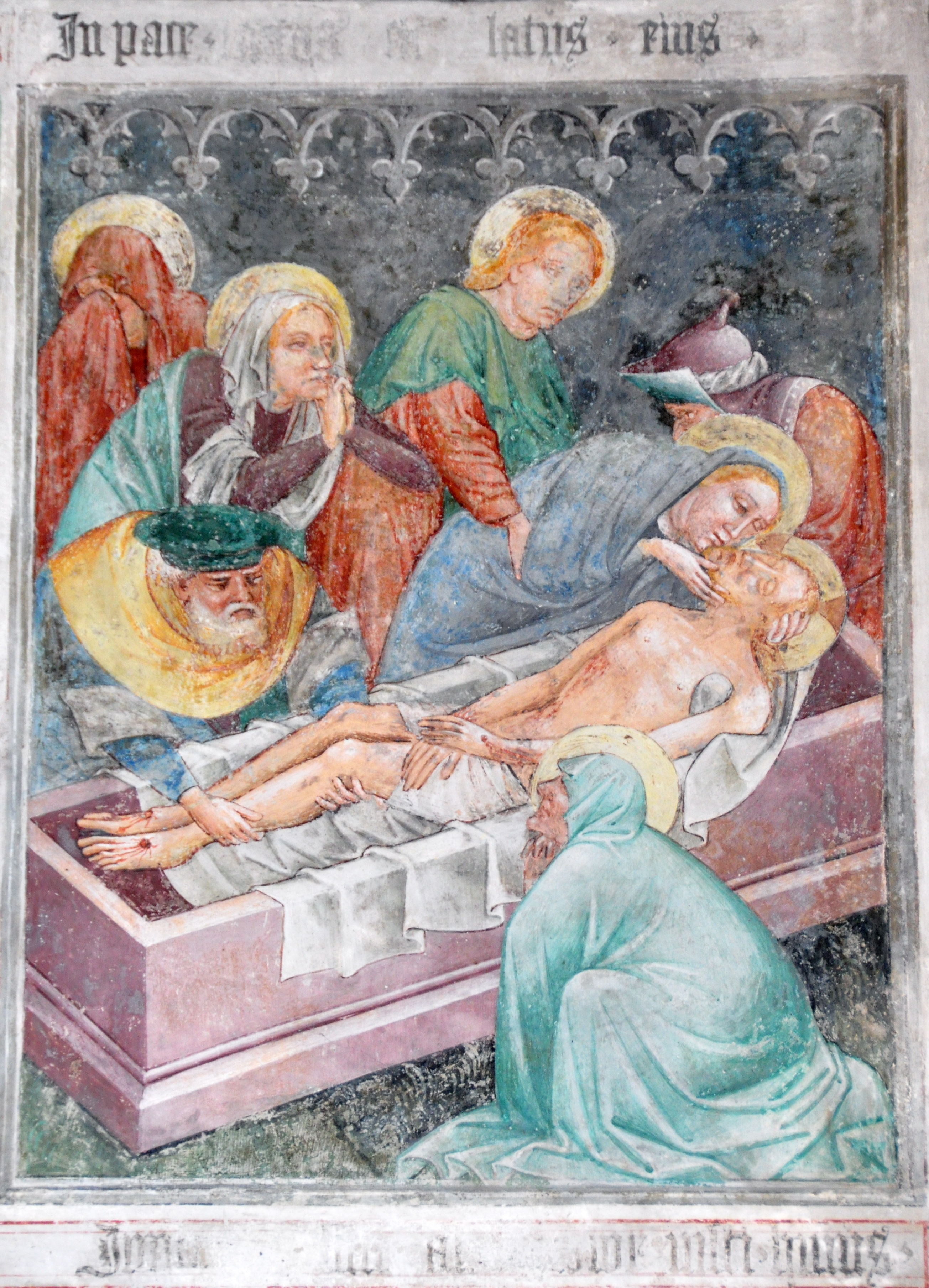
Grablegung Christi, Fresko in der Pfarrkirche Sankt Andrä in Thörl-Maglern, Kärnten

Ab 1520 hatte Thomas von Villach im hohen Alter in Villach auch das Amt des Stadtrichters inne.